# Fischförmiges Augentier
Das Fischförmige Augentier (Euglena pisciformis) ist eine Protisten-Art aus der Gattung der Augentierchen (Euglena). Sie kommt in nährstoffreichen, stehenden Gewässern vor.

## Merkmale
Euglena pisciformis ist bis zu 25 Mikrometer lang. Die Zellen sind spindelförmig. Ihre Vorderseite ist abgerundet, hinten weisen die Zellen eine kurze Endspitze auf. Die Membran ist zart gestreift. Es sind 2 Chloroplasten vorhanden, diese sind als seitlich gelegene Bänder gestaltet. Die Geißel ist so lang wie der Körper und weist ein einseitiges Band auf, das mit bis zu 4 Mikrometer langen Haaren bedeckt ist. Sie hat ihren Ursprung in einem Geißelsäckchen, wo sich noch eine kurze zweite Geißel findet.

## Belege